# Кмита-Чернобыльский, Филон Семёнович
Филон Семёнович Кмита-Чернобыльский (19 марта 1530 — 29 ноября 1587) — оршанский староста (с 1566) и смоленский воевода (с 1580), сын Семёна Кмиты и Татьяны Крошинской (правнучки князя Федора Воротынского). Активный участник Ливонской войны. За военные заслуги Сигизмунд II Август пожаловал ему в вечное пользование Чернобыльское владение под Киевом. От названия Чернобыльского замка и происходит вторая часть его фамилии (придомок).

## Биография
Филон Кмита родился в 1530 году, происходил из шляхетского рода Кмитов Киевского воеводства.
В 1562 году как держатель замка Остёр около Киева во главе 300 всадников разбил 2-тысячный отряд русских войск. Известен своими северскими походами. Во главе отряда из 1400 всадников разграбил и сжёг посад Чернигова. Вместе с ротой Острожского победил более крупный русский отряд князя Григория Мещерского. С 1000 всадников осуществил рейд к Стародубу, возвращаясь разбил русский отряд на реке Снов, взяв в плен князя Василия Темкина-Ростовского.
В январе 1564 г. защищал с юго-запада наступление главных сил войск Великого княжества Литовского под командованием Николая Радзивилла на Полоцк. Используя победу Николая Радзивилла над Иваном Шуйским в битве при Чашниках Филон Кмита с небольшим отрядом в 200 воинов не допустил соединения войска князя Петра Серебряного-Оболенского, которое двигалось к Орше из Вязьмы, с войсками Ивана Шуйского. Во время битвы, которая произошла 2 февраля 1564 г., вынудил князя Петра Серебряного-Оболенского отступить от Орши к Смоленску. Летом 1565 г. во главе 1600 всадников вступил в Северскую землю и взял Почеп. В 1566 г. за военные заслуги получил во владение Чернобыль.
С 1566 г. — Оршанский староста. В 1568 г. c 4000-м отрядом воевал на Смоленщине, разбил часть смоленского гарнизона, осуществил рейд на Вязьму. В 1577 г. король Польский и Великий князь Литовский Стефан Баторий направил Оршанскому старосте Филону Кмите-Чернобыльскому окружную королевскую грамоту, в которой запрещал пограничным жителям совершать рейды в пределы Русского государства.
В 1579 г. отряд под командованием Кмиты-Чернобыльского осуществил поход на Смоленск. В том же году участвовал в походе Стефана Батория на Полоцк. С 1580 года сенатор Речи Посполитой и воевода смоленский (номинально, так как Смоленск не находился в составе Речи Посполитой). Во время похода Стефана Батория на Великие Луки с 9-тысячным войском Филон Кмита-Чернобыльский ворвался на Смоленщину, но потерпел поражение в битве при Настасьино и вернулся к Орше. Назначен наместником в Великих Луках. В период 1580—1581 годах организовал успешный поход по завоеванию города Холм, проводил рейды вглубь Русского государства. В 1581 году со своей хоругвью (50 всадников) принял участие в походе Стефана Батория на Псков.
Умер 29 ноября 1587 года.

## Семья и дети
Был дважды женат. Его первой женой была Анастасия Горностай (ум. до 1563), вдова князя Григория Васильевича Сангушко (? — 1555). Вторично женился на Софии Григорьевне Ходкевич, дочери каштеляна виленского и гетмана великого литовского Григория Ходкевича (ок. 1513—1572). Дети от второго брака:
- Иеремия Кмита (1574—до 1587), умер в раннем возрасте.
- Лукаш (Лазарь) Кмита (1580—1594), умер в юном возрасте, не оставив потомства.
- София Кмита (ум. 1624) — замужем с 1597 года за Лукашем Михайловичем Сапегой (ум. 1626 или 1627), внуком воеводы витебского Ивана Сапеги. После смерти брата Лазаря, не имевшего детей, стала хозяйкой части отцовского наследства, а именно Чернобыльской волости.
- Богдана Кмита — замужем за князем Юрием Друцким-Горским (ум. 1609). Также получила часть отцовского наследства после смерти бездетного брата Лазаря, а именно Веледницкую волость.

## Эпистолярное наследие
В период 1573—1574 (по другим сведениям, 1567—1587) состоялась переписка (так называемые листы) Оршанского старосты и Смоленского воеводы Филона Кмиты-Чернобыльского с королём Польским и Великим князем Литовским и государственными особами Великого княжества Литовского. Эти листы (их сохранилось 30) — служебные донесения о военно-политическом положении на восточном рубеже Великого княжества Литовского с Русским государством. В некоторых листах Оршанский староста затрагивает острые социальные вопросы Речи Посполитой, резко высказывается о нравах магнатов и шляхты. За двадцать лет до Эриха Лясоты, вне связи с мощами в Киево-Печерской лавре, Филон Кмита Чернобыльский в письме Троцкому каштеляну Остафию Воловичу упоминает былинного богатыря Илью Муравленина.
Листы публиковались в 1844 году и в 1975 году. Оригиналы хранятся в отделе рукописей Центральной научной библиотеки Белорусской академии наук.